# 海沙盐孢菌
海沙盐孢菌（学名：Salinispora arenicola）是在在热带及亚热带的海洋沉积物中发现的一种专性海洋放线菌，即其生长过程必需依赖海水或者是盐。是2005年最早发现的三种盐孢菌属放线菌之一，其他两种为热带盐孢菌（Salinispora tropica） 和太平洋盐孢菌(Salinispora pacifica)。其为为革兰氏阳性，好氧、非耐酸菌，生长温度为10-30°C，最佳生长温度在25−28°C之间。能在以脯氨酸、苏氨酸或酪氨酸作为唯一氮源以及含有利福平抗生素的条件下生长。其名为盐孢菌酰胺的一类代谢产物具有强力的抗肿瘤活性，通过抑制蛋白酶体20S亚基蛋白酶活性抑制肿瘤细胞生长。

## 延伸阅读
- Williams, Philip G.; Asolkar, Ratnakar N.; Kondratyuk, Tamara; Pezzuto, John M.; Jensen, Paul R.; Fenical, William. . Journal of Natural Products. 2007, 70 (1): 83–88. ISSN 0163-3864. PMID 17253854. doi:10.1021/np0604580.
- Edlund, A.; Loesgen, S.; Fenical, W.; Jensen, P. R. . Applied and Environmental Microbiology. 2011, 77 (17): 5916–5925. ISSN 0099-2240. PMC 3165397 . PMID 21724881. doi:10.1128/AEM.00611-11.
- 房耀维，刘姝，王淑军，吕明生，焦豫良. . 微生物学通报. 2014, 4 (16): 1203-1210  [2024-08-24]. doi:10.13344/j.microbiol.china.130464. （原始内容存档于2024-08-24）.